# Bolbitis copelandii
Bolbitis copelandii är en träjonväxtart som beskrevs av Ren-Chang Ching, Marie Laure Tardieu och C. Chr. Bolbitis copelandii ingår i släktet Bolbitis och familjen Dryopteridaceae. Inga underarter finns listade.